# オールボー・スタディオン
オールボー・スタディオン（Aalborg Stadion）は、デンマーク・北ユラン地域にあるサッカー専用スタジアム。オールボーBKがホームスタジアムとして使用している。

## 概要
1920年に開場したが、1960年6月に発生したスタジアム火災によって木造スタンドは焼け落ち、修繕後は全てのスタンドがコンクリート製となった。
2009年にはUEFA U-21欧州選手権2011を開催するためにピッチの拡張と新しい投光器の設置が行われた。
2017年3月10日、国内のセメントメーカーであるオールボー・ポートランド社がスタジアムの命名権を取得し、オールボー・ポートランド・パルク (Aalborg Portland Park)と命名された。

## 開催された主な試合

### サッカー
- 国際Aマッチ

| 日付          | ホームチーム | 結果 | アウェーチーム | ラウンド               |
| ------------- | ------------ | ---- | -------------- | ---------------------- |
| 1969年7月1日  | デンマーク   | 6-0  | バミューダ諸島 | 親善試合               |
| 1974年10月9日 | デンマーク   | 2-1  | アイスランド   | 親善試合               |
| 1987年6月10日 | デンマーク   | 8-0  | ルーマニア     | ソウルオリンピック予選 |
| 1988年4月20日 | デンマーク   | 4-0  | ギリシャ       |                        |
| 1989年4月12日 | デンマーク   | 2-0  | カナダ         | 親善試合               |

- UEFA欧州女子選手権1991
- UEFA U-21欧州選手権1992
- UEFA U-21欧州選手権2011